# 楊玄
楊 玄（よう げん）は、後仇池の第3代君主。父は楊盛。弟は楊難当。子は楊保顕・楊保宗・楊保熾・楊文徳。

## 略歴
425年6月に父の楊盛が死去したため跡を継いだが、父の遺言により南朝宋の年号である元嘉を奉じて正式に南朝宋に服属するが、426年12月に北魏が長安を獲得したため、北魏に服属し、以後は南朝重視路線から南北両朝通交路線に改めた。429年に楊玄は死去し、子の楊保宗が跡を継いだ。